# Лосада, Себастьян
Себастьян Лосада Бестард (род. 3 сентября 1967 года в Мадриде) — испанский футболист, выступавший на позиции нападающего.
Он провёл в общей сложности 131 матч и забил 34 гола в Ла Лиге в составе пяти разных команд, начинал свою карьеру в мадридском «Реале».

## Клубная карьера
Лосада родился в Мадриде и прошёл всю систему академии «Реала». Он дебютировал в первой команде 9 сентября 1984 года в матче против «Спортинг Хихон», команды разошлись вничью 1:1. Но закрепиться в столичном клубе он так и не смог. В сезоне 1989/90 он сыграл 16 матчей и забил восемь голов в Ла Лиге, а «Реал» стал чемпионом. Также он забил 400-й гол клуба в Кубке европейских чемпионов 7 ноября 1990 года в матче против австрийского клуба «Сваровски-Тироль», команды сыграли вничью 2:2 (Лосада оформил дубль).
В сезоне 1987/88 Лосада отправился в аренду в «Эспаньол» и забил восемь голов за сезон, а также помог команде дойти до финала Кубка УЕФА. Судьбу турнира решали два матча против «Байер 04». Лосада оформил дубль в первом матче за каталонцев (3:0), но в ответном матче немецкая команда отыгралась и перевела игру в серию пенальти. Лосада не сумел реализовать свой удар, и его промах стал решающим, «Байер» выиграл по пенальти со счётом 3:2.
Впоследствии Лосада играл за «Атлетико Мадрид», но покинул клуб из-за конфликта с президентом Хесусом Гилом. Затем провёл всего три матча за «Севилью», где встретился с Диего Марадоной. Последним клубом Лосады стала «Сельта». Он закончил карьеру всего в 27 лет, после чего стал юристом. В 2004 году он безуспешно пытался стать президентом Королевской испанской футбольной федерации.

## Международная карьера
Лосада был в составе сборной Испании до 20 лет на чемпионате мира 1985 года, забил три мяча на турнире (стал лучшим бомбардиром), а его команда дошла до финала, где уступила с минимальным счётом после экстра-таймов Бразилии.
18 января 1995 года Лосада сыграл свой единственный матч за основную сборную Испании, выйдя на второй тайм товарищеской игры с Уругваем в Ла-Корунье, матч завершился ничьей 2:2.